# Čung Man
Čung Man (čínsky pchin-jinem Zhòng Mǎn, znaky zjednodušené 仲满, tradiční 仲滿, * 28. února 1983 Nan-tchung, Čína) je bývalý čínský sportovní šermíř, který se specializoval na šerm šavlí. Čínu reprezentoval na vrcholných sportovní akcí pět let od roku 2007. Na olympijských hrách startoval v roce 2008 a 2012 v soutěži jednotlivců a družstev. Na olympijských hrách 2008 vybojoval zlatou olympijskou medaili a v roce 2012 postoupil do osmifinále. S čínským družstvem šavlistů neprošel na olympijských hrách 2008 a 2012 přes úvodní kolo.